# Parafia Najświętszego Serca Pana Jezusa w Gardei
Parafia Najświętszego Serca Pana Jezusa w Gardei – parafia rzymskokatolicka w diecezji elbląskiej. Erygowana w 1334, reerygowana w 1945 roku przez administratora apostolskiego Teodora Benscha. 
Parafia do 1992 roku należała do diecezji warmińskiej. 25 marca 1992 roku została włączona do diecezji elbląskiej. 
Do parafii należą wierni z miejscowości: Gardeja, Otłowiec, Osadniki, Olszówka. Tereny te znajdują się w gminie Gardeja, w powiecie kwidzyńskim, w województwie pomorskim. 
Modernistyczny kościół parafialny został wybudowany w okresie 1931–1932 według projektu arch. Grenza z Kwidzyna. Konsekracji dokonał w 1932 biskup warmiński Maximilian Kaller.